# Jonas Breinlinger
Jonas Breinlinger (1994) es un deportista alemán que compite en triatlón. Ganó dos medallas de plata en el Campeonato Europeo de Triatlón, en los años 2019 y 2021, ambas en el relevo mixto.

## Palmarés internacional
| Campeonato Europeo | Campeonato Europeo   | Campeonato Europeo | Campeonato Europeo |
| Año                | Lugar                | Medalla            | Prueba             |
| ------------------ | -------------------- | ------------------ | ------------------ |
| 2019               | Weert (Países Bajos) | Medalla de plata   | Relevo mixto       |
| 2021               | Kitzbühel (Austria)  | Medalla de plata   | Relevo mixto       |